# Ładunek elektryczny

Oddziaływanie ładunków o znakach zgodnych i przeciwnych.

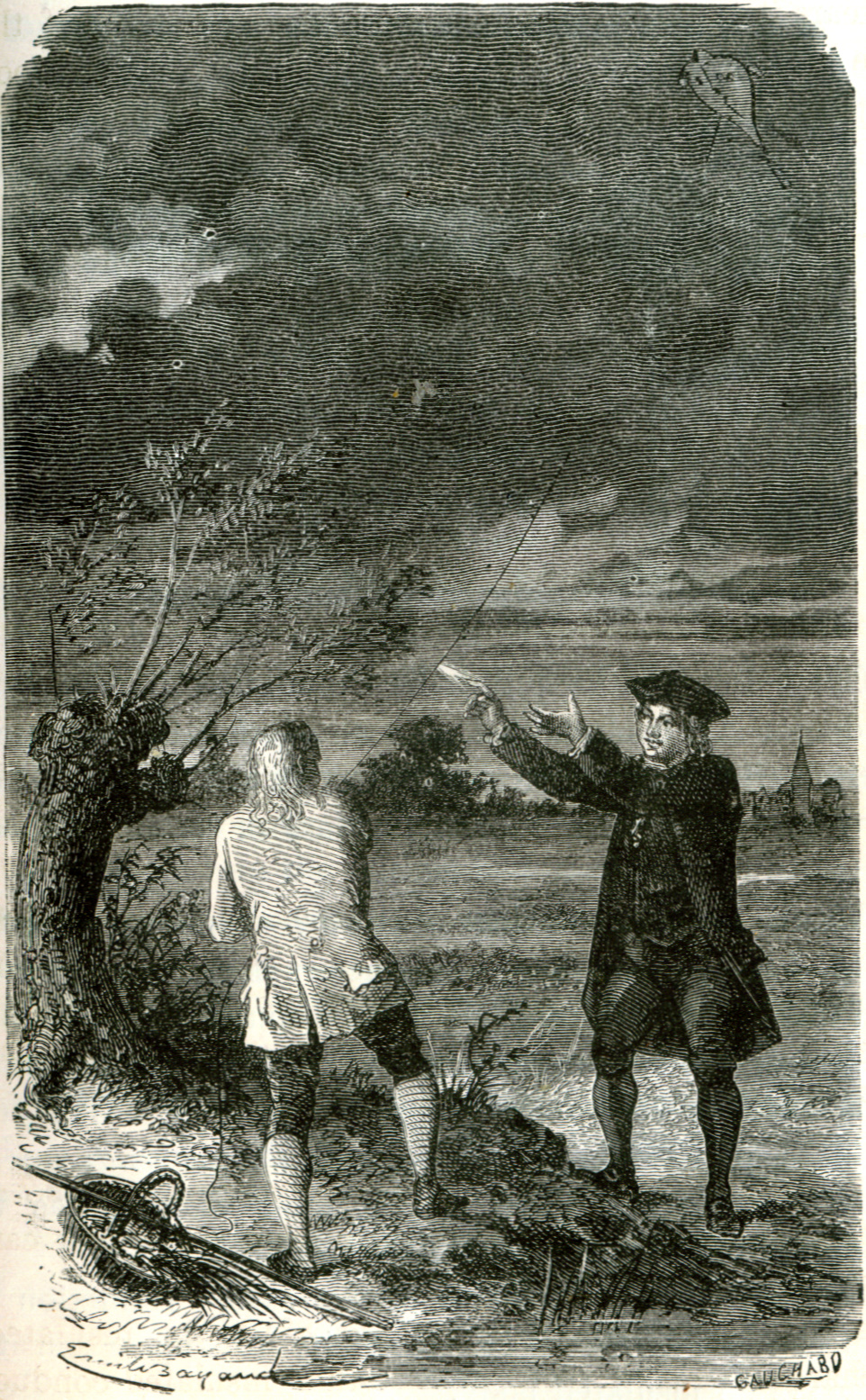
Eksperymenty Benjamina Franklina z latawcami doprowadziły go do wykrycia natury elektryczności atmosferycznej.

Ładunek elektryczny ciała (lub układu ciał) – fundamentalna właściwość materii przejawiająca się w oddziaływaniu elektromagnetycznym ciał obdarzonych tym ładunkiem, które mają zdolność do wytwarzania pola elektromagnetycznego oraz oddziaływania z tym polem. Oddziaływanie ładunku z polem elektromagnetycznym jest określone przez siłę Lorentza i jest jednym z oddziaływań podstawowych.
Ładunek elektryczny ciała może być dodatni lub ujemny. Dwa ładunki jednego znaku odpychają się, a pomiędzy ładunkiem dodatnim i ujemnym działa siła przyciągająca.
Ładunki elektryczne są skwantowane, elektronowi przypisano elementarny ładunek ujemny, protonowi dodatni. Oddziaływania naładowanych cząstek elementarnych bada elektrodynamika kwantowa, opisuje się je za pomocą wymiany fotonu.
Często używa się skrótowego pojęcia ładunek elektryczny dla ciała obdarzonego ładunkiem elektrycznym.
Uporządkowany ruch ładunków elektrycznych nazywany jest prądem elektrycznym.

## Historia
- Oddziaływania elektrostatyczne były znane już starożytnym Grekom, którzy odkryli, że bursztyn (po gr. elektron) po potarciu przyciąga drobne przedmioty.
- W XVI wieku William Gilbert wykazał, że podobną właściwość mają różne inne ciała. On też utworzył nazwę sił elektrycznych, od greckiego słowa elektron – bursztyn.
- Około roku 1663 Otto von Guericke zbudował pierwszą maszynę elektrostatyczną, umożliwiającą ciągłe wytwarzanie ładunku elektrycznego[2]. Zasadniczą częścią maszyny była obracająca się kula z siarki, która ładowała się poprzez tarcie.
- Istnienie dwóch typów ładunków elektrycznych wykazał w roku 1734 Charles-François de Cisternay Du Fay.  Benjamin Franklin zaproponował do ich opisu znaki dodatni i ujemny.
- Benjamin Franklin badał elektryczność atmosferyczną. Stwierdził, że znane dotychczas „rodzaje elektryczności” (statyczna, atmosferyczna, zwierzęca i prądu elektrycznego) są różnymi przejawami obecności ładunków elektrycznych.
- Ewald von Kleist w 1745 roku zbudował butelkę lejdejską, pierwszy kondensator umożliwiający gromadzenie ładunków.
- Charles Coulomb w 1785 roku sformułował prawo określające siłę działającą pomiędzy dwoma ładunkami. Dało to początek ilościowemu opisowi zjawisk elektrycznych.
- Istnienie najmniejszych porcji (kwantów) ładunku odkrył doświadczalnie w 1910 roku Robert Millikan, za co między innymi w roku 1923 otrzymał Nagrodę Nobla.

## Oddziaływanie ładunków z innymi ładunkami i polem elektromagnetycznym
Podstawową cechą ładunków elektrycznych jest zdolność oddziaływania z innymi ładunkami, a także wytwarzania pól elektrycznego i magnetycznego, oraz oddziaływania z nimi.

Schematyczny rysunek pola elektrycznego wytwarzanego przez ładunek dodatni

### Oddziaływanie z innymi ładunkami
Wartość {\displaystyle F} oddziaływania dwóch punktowych lub posiadających symetrię sferyczną ładunków {\displaystyle q_{1}} i {\displaystyle q_{2}} jest wprost proporcjonalna do iloczynu tych ładunków i odwrotnie proporcjonalna do kwadratu odległości między nimi {\displaystyle r.} Można to przedstawić za pomocą wzoru:
{\displaystyle F=k\cdot {\frac {q_{1}\cdot q_{2}}{r^{2}}},}
w którym:
{\displaystyle k} – to współczynnik proporcjonalności. Jeżeli ładunki są jednoimienne, oddziaływanie jest odpychaniem. W przypadku ładunków różnoimiennych ładunki przyciągają się.

### Oddziaływanie z polem elektrycznym
Ładunki wytwarzają pole elektryczne. Wartość natężenia pola elektrycznego w otoczeniu ładunku punktowego {\displaystyle Q} wyraża się przez
{\displaystyle E=k\cdot {\frac {Q}{r^{2}}},}
w którym:
{\displaystyle r} – odległość od ładunku {\displaystyle Q.}
Jeżeli w polu elektrycznym znajdzie się ładunek {\displaystyle q,} zadziała na niego siła o wartości
{\displaystyle F={qE}}

### Oddziaływanie z polem magnetycznym

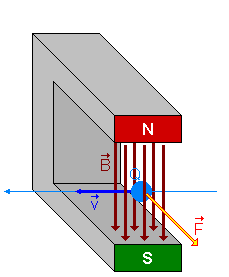
W polu magnetycznym na poruszające się ładunki działa siła

Poruszające się ładunki wytwarzają pole magnetyczne. Pole magnetyczne wytworzone w danym miejscu przestrzeni przez poruszający się ruchem jednostajnym ładunek określa prawo Biota-Savarta:
{\displaystyle {\vec {B}}={\frac {\mu _{0}}{4\pi }}{\frac {q{\vec {v}}\times {\hat {r}}}{r^{2}}}}
gdzie:
{\displaystyle {\vec {r}}} – wektor łączący ładunek z punktem pola,
{\displaystyle {\vec {v}}} – prędkość ładunku,
{\displaystyle \mu _{0}} – przenikalność magnetyczna próżni,
{\displaystyle q} – ładunek elektryczny.
Na ładunki poruszające się w polu magnetycznym działa siła proporcjonalna do ich wartości, prędkości i wartości indukcji pola magnetycznego. Jej kierunek jest prostopadły do kierunku ruchu ładunku i do kierunku pola magnetycznego.
{\displaystyle {\vec {F}}=q{\vec {v}}\times {\vec {B}}}
gdzie:
{\displaystyle {\vec {F}}} – siła,
{\displaystyle {\vec {B}}} – indukcja magnetyczna,
{\displaystyle q} – ładunek elektryczny,
{\displaystyle {\vec {v}}} – prędkość ładunku.

## Właściwości ładunku elektrycznego

### Zasada zachowania ładunku
Całkowita suma ładunków w układzie zamkniętym jest stała. Oznacza to w praktyce, że zmiana ładunku elektrycznego układu musi być rezultatem wymiany ładunku z otoczeniem. Elektryzowanie ciał polega na rozdzieleniu istniejących już ładunków. Jeżeli zaś w jakimś procesie fizycznym powstaje ładunek, zawsze towarzyszy mu wytworzenie ładunku o przeciwnym znaku, takiego samego co do wartości bezwzględnej.
Matematycznym ujęciem zasady zachowania ładunku jest równanie ciągłości.
Z zasady zachowania ładunku wynika, że całkowity ładunek obecny we wszechświecie jest stały, ale nie daje ona odpowiedzi na pytanie, jaka jest wartość tego ładunku. Nie zaobserwowano jednak żadnych zjawisk, które mogłyby świadczyć o tym, że jest różny od zera.

### Relatywistyczna niezmienniczość ładunku
Mierzalna wartość ładunku jest jednakowa we wszystkich inercjalnych układach odniesienia. Oznacza to, że ruch cząstki nie ma wpływu na wartość jej ładunku.

### Ładunek elementarny
Ładunek elektryczny jest wewnętrzną własnością części cząstek elementarnych. Za jednostkowy ładunek elementarny uznaje się ładunek protonu. Ładunek elektronu, taki sam co do wartości bezwzględnej, jest ujemny.
Ładunek jest wielkością skwantowaną, co oznacza, że ładunek każdego obiektu jest zawsze całkowitą wielokrotnością ładunku elementarnego.
W ramach Modelu Standardowego cząstek elementarnych kwarki mają ładunek ułamkowy równy −1/3 lub +2/3 ładunku elementarnego, a antycząstki posiadają ładunek o znaku przeciwnym. Kwarki nigdy jednak nie występują osobno, lecz zawsze tworzą układy złożone, których łączny ładunek jest sumą ładunków kwarków składowych, w ten sposób cząstki mają ładunek całkowity.
Kwazicząstki nie są rzeczywistymi cząstkami, ale obiektami sztucznie zdefiniowanymi i jako takie mogą mieć ładunek niebędący wielokrotnością ładunku elementarnego. W 1982 Robert Laughlin wyjaśnił ułamkowy efekt Halla za pomocą kwazicząstek o ułamkowym ładunku, ale nie uważa się by było to złamanie zasady skwantowania ładunku elektrycznego.
Ładunek elementarny jest jedną z podstawowych stałych fizycznych.

### Gęstość ładunku
Gęstość ładunku elektrycznego to ilość ładunku elektrycznego {\displaystyle q} przypadająca na miarę objętości {\displaystyle V,} powierzchni {\displaystyle S} lub długości {\displaystyle l;} mówi się wtedy odpowiednio o gęstościach:
- objętościowej (krótko: gęstości)
{\displaystyle \varrho ={\frac {q}{V}},}
- powierzchniowej
{\displaystyle \sigma ={\frac {q}{S}}}
- i liniowej
{\displaystyle \lambda ={\frac {q}{l}},}

których jednostkami (pochodnymi) w układzie SI są kulomb na (kolejno) metr sześcienny, metr kwadratowy i metr. Ładunki rozciągłe, których gęstość jest stała nazywa się jednorodnymi, a ciała naładowane takimi ładunkami naładowanymi jednorodnie.

## Szczególne konfiguracje ładunku

### Ładunek punktowy
Ładunek punktowy jest to wyidealizowany model, ciało o nieskończenie małych rozmiarach zawierające ładunek elektryczny. W rzeczywistości ciała naładowane są rozciągłe, ale model ten jest użyteczny i dobrze opisuje oddziaływanie naładowanych ciał, gdy odległość między naładowanymi ciałami jest znacznie większa od rozmiarów tych ciał, lub ładunki mają symetrię sferyczną.

### Ładunek sferyczny
Jednorodnie naładowane sfery oddziałują tak, jakby cały ich ładunek był skupiony w geometrycznym środku sfery. Wewnątrz takiego ładunku sferycznego pole elektryczne zanika (natężenie pola elektrycznego jest równe zeru).

## Jednostka ładunku
W układzie SI jednostką ładunku jest kulomb (C), 1 C jest równy około 6,24·1018 ładunków elementarnych
{\displaystyle 1{\text{C}}=6{,}24\cdot 10^{18}{\text{e}}}
{\displaystyle 1{\text{e}}=1{,}602\cdot 10^{-19}{\text{C}}}
W fizyce wykorzystuje się również zaproponowany przez Maxa Plancka system jednostek naturalnych zdefiniowanych wyłącznie jak kombinacje stałych fizycznych. W systemie tym jednostka ładunku wyraża się przez
{\displaystyle q_{P}={\sqrt {\hbar c4\pi \varepsilon _{0}}}} i wynosi 1,8755459 × 10−18 C